# Exodus Glacier
Exodus Glacier är en glaciär i Antarktis. Den ligger i Östantarktis. Australien gör anspråk på området. Exodus Glacier ligger 1 667 meter över havet.
Terrängen runt Exodus Glacier är huvudsakligen kuperad, men åt nordväst är den bergig. Trakten är obefolkad. Det finns inga samhällen i närheten. 